# Solanum coagulans
Solanum coagulans är en potatisväxtart som beskrevs av Peter Forsskål. Solanum coagulans ingår i släktet skattor som ingår i familjen potatisväxter. Inga underarter finns listade i Catalogue of Life.

## Bildgalleri

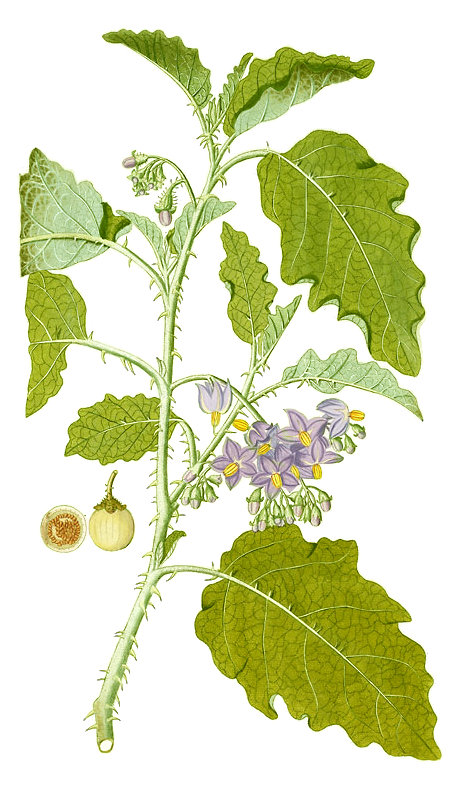
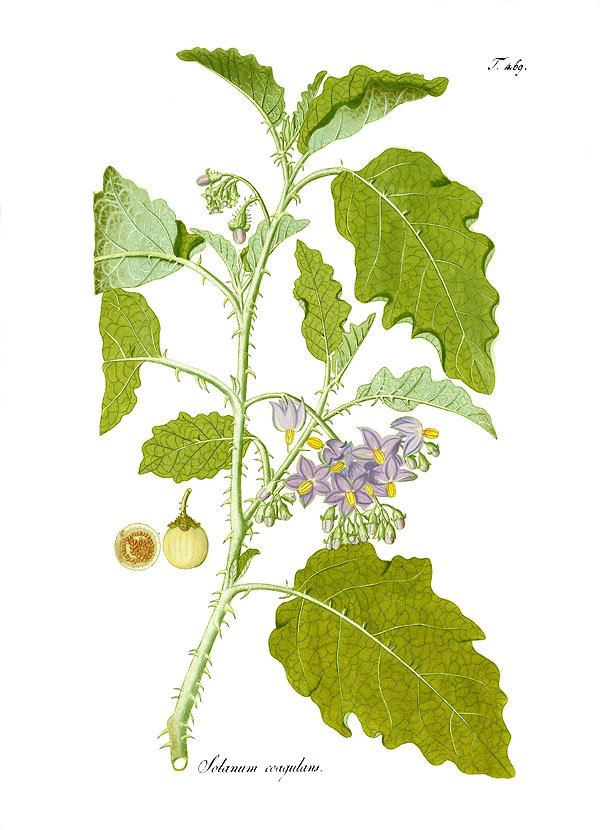
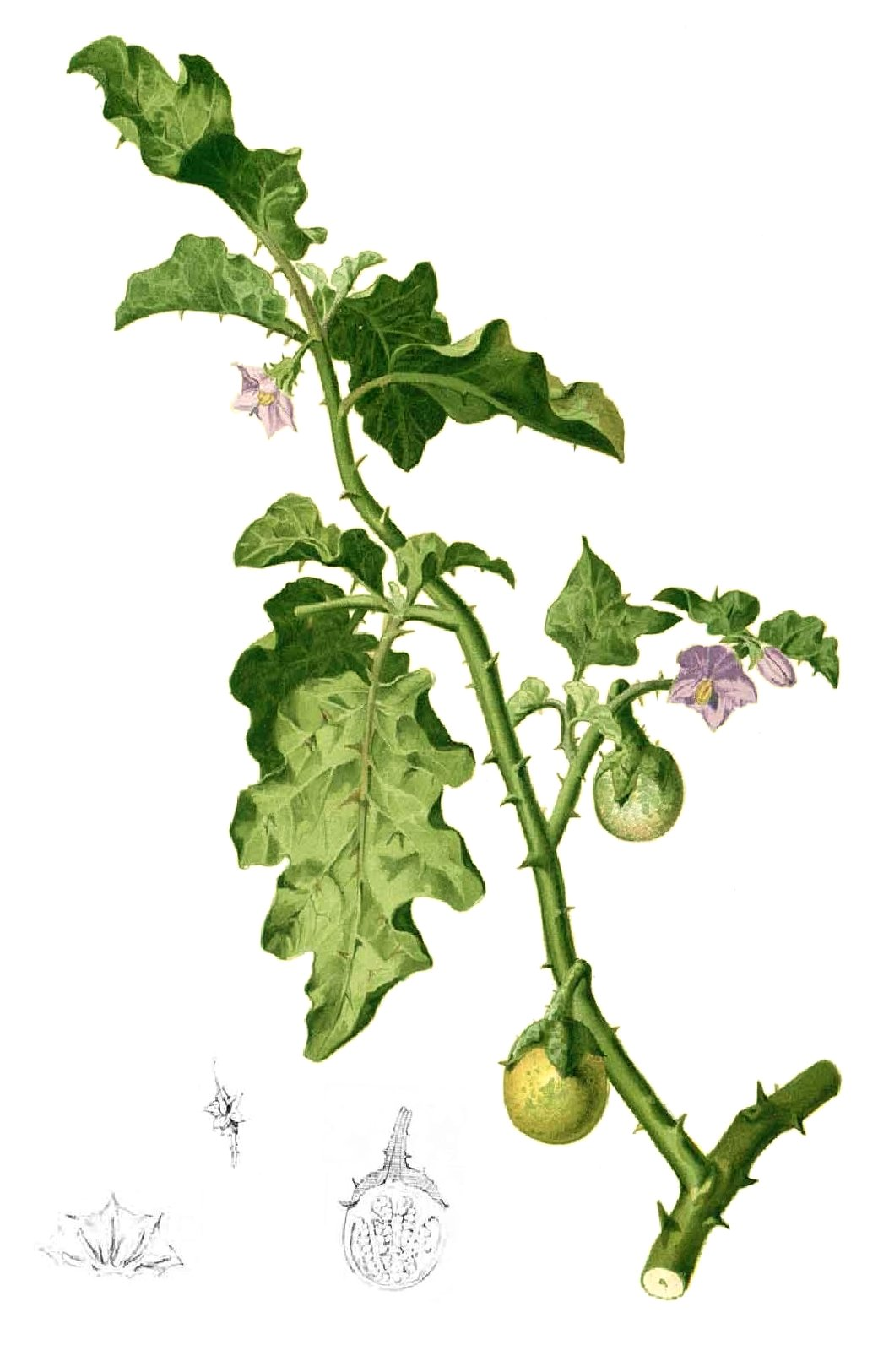
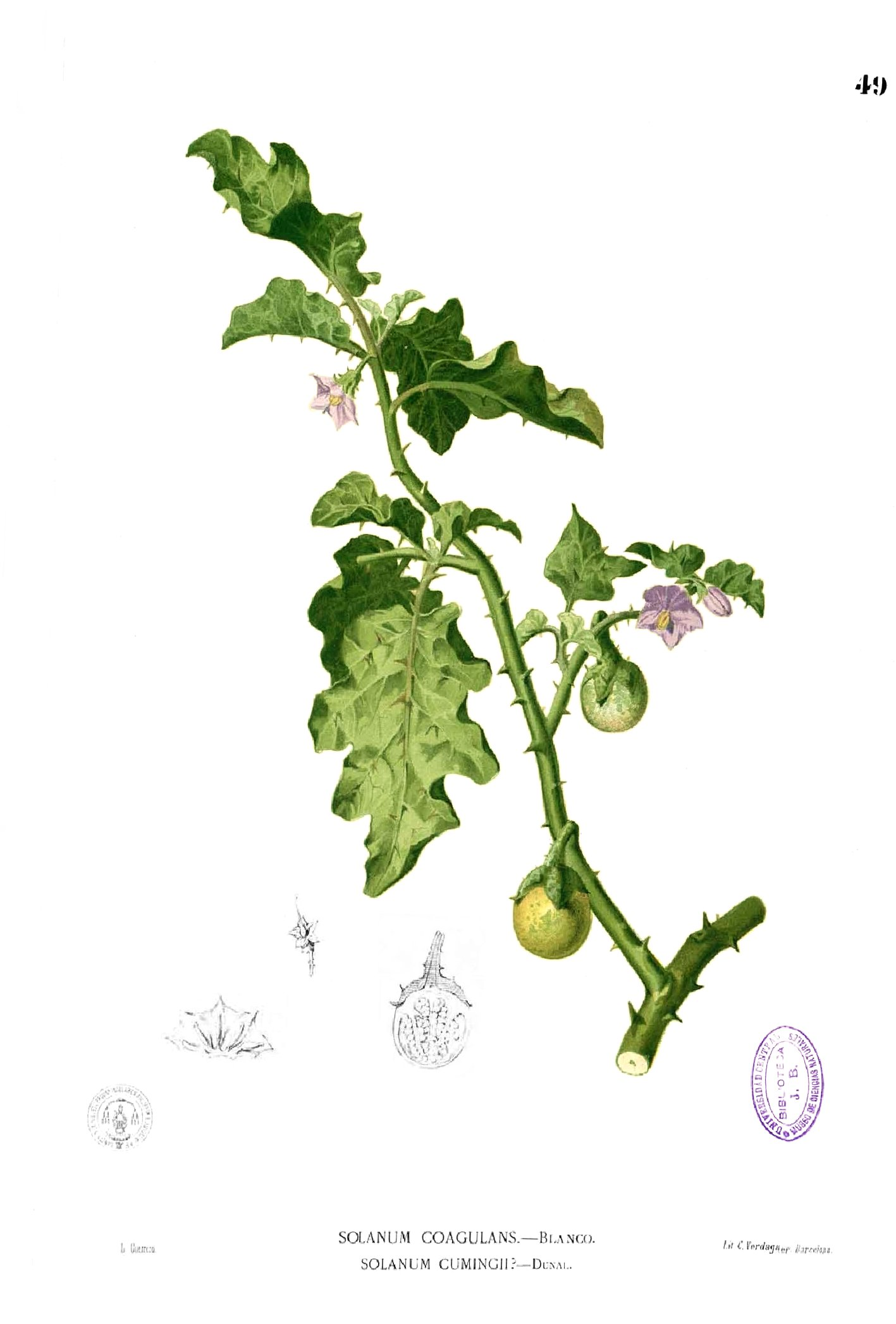